# Associação de Futebol das Ilhas Maurício
A Associação de Futebol das Ilhas Maurício (em inglês:  Mauritius Football Association, MFA) é o órgão dirigente do futebol no Maurício, responsável pela organização dos campeonatos disputados no país, bem como da Seleção Mauriciana. Foi fundada em 1952 e é afiliada à FIFA desde 1964 e à CAF desde o ano de 1965. Ela também é filiada à COSAFA. Seu presidente atual é Dinnanathlall Persunnoo.